# Campionati mondiali di short track 2021
I Campionati mondiali di short track 2021 (ufficialmente ISU World Short Track Speed Skating Championships 2021) sono stati la 45ª edizione della competizione organizzata dalla International Skating Union. Le gare si sono svolte dal 5 al 7 marzo 2021 all'Optisport Sportboulevard di Dordrecht, nei Paesi Bassi.

## Calendario
Gli orari sono indicati nell'orario locale (UTC+1).
| Data    | Ora   | Turno                      |
| ------- | ----- | -------------------------- |
| 5 marzo | 10:00 | Qualificazioni             |
| 5 marzo | 16:00 | Qualificazioni             |
| 6 marzo | 13:47 | 1500 m femminili           |
| 6 marzo | 13:47 | 1500 m maschili            |
| 6 marzo | 13:47 | 500 m femminili            |
| 6 marzo | 13:47 | 500 m maschili             |
| 7 marzo | 14:02 | 1000 m femminili           |
| 7 marzo | 14:02 | 1000 m maschili            |
| 7 marzo | 14:02 | 3000 m femminili           |
| 7 marzo | 14:02 | 3000 m maschili            |
| 7 marzo | 14:02 | Staffetta 3000 m femminile |
| 7 marzo | 14:02 | Staffetta 5000 m maschile  |

## Partecipanti
Le federazioni di Cina, Corea del Sud, Giappone e Gran Bretagna hanno deciso di ritirare i propri atleti dalla competizione a causa dei problemi logistici conseguenti alle restrizioni di viaggio legate alla pandemia di COVID-19.
A causa della squalifica per il doping di Stato, gli atleti russi hanno gareggiato sotto la sigla RSU - Russian Skating Union. Nelle cerimonie è stato impedito l'utilizzo della bandiera russa.
| Nazione               | Pattinatori | Pattinatori | Totale |
| Nazione               | Donne       | Uomini      | Totale |
| --------------------- | ----------- | ----------- | ------ |
| Australia             | 0           | 2           | 2      |
| Belgio                | 2           | 2           | 4      |
| Canada                | 2           | 3           | 5      |
| Cina                  | 3           | 3           | 6      |
| Rep. Ceca             | 2           | 0           | 2      |
| Francia               | 2           | 2           | 4      |
| Germania              | 2           | 2           | 4      |
| Gran Bretagna         | 2           | 0           | 2      |
| Ungheria              | 2           | 2           | 4      |
| Italia                | 3           | 3           | 6      |
| Israele               | 0           | 2           | 2      |
| Giappone              | 2           | 3           | 5      |
| Kazakistan            | 2           | 2           | 4      |
| Lettonia              | 0           | 2           | 2      |
| Paesi Bassi           | 3           | 2 o 3       | 5 o 6  |
| Polonia               | 2           | 0           | 2      |
| Corea del Sud         | 3           | 3           | 6      |
| Russian Skating Union | 3           | 2           | 5      |
| Slovacchia            | 2           | 0           | 2      |
| Turchia               | 0           | 2           | 2      |
| Stati Uniti           | 2           | 2           | 4      |

## Podi

### Donne
| Evento                         | Oro                                                                                           | Tempo    | Argento                                                                          | Tempo    | Bronzo                                                                                     | Tempo    |
| Classifica generale (dettagli) | Suzanne Schulting                                                                             | 136 p.   | Courtney Sarault                                                                 | 58 p.    | Arianna Fontana                                                                            | 39 p.    |
| 500 m (dettagli)               | Suzanne Schulting                                                                             | 42.661   | Arianna Fontana                                                                  | 42.719   | Selma Poutsma                                                                              | 42.850   |
| 1000 m (dettagli)              | Suzanne Schulting                                                                             | 1:26.854 | Hanne Desmet                                                                     | 1:26.993 | Courtney Sarault                                                                           | 1:27.470 |
| 1500 m (dettagli)              | Suzanne Schulting                                                                             | 2:36.884 | Courtney Sarault                                                                 | 2:37.089 | Xandra Velzeboer                                                                           | 2:37.109 |
| 3000 m (dettagli)              | Suzanne Schulting                                                                             | 5:21.602 | Courtney Sarault                                                                 | 5:21.773 | Selma Poutsma                                                                              | 5:22.629 |
| Staffetta 3000 m (dettagli)    | Paesi Bassi Selma Poutsma Suzanne Schulting Yara van Kerkhof Xandra Velzeboer Rianne de Vries | 4:08.024 | Francia Gwendoline Daudet Tifany Huot-Marchand Aurélie Lévêque Aurélie Monvoisin | 4:10.267 | Italia Arianna Fontana Cynthia Mascitto Arianna Sighel Martina Valcepina Arianna Valcepina | 4:17.631 |

### Uomini
| Evento                         | Oro                                                                      | Tempo    | Argento                                                                             | Tempo    | Bronzo                                                                | Tempo    |
| Classifica generale (dettagli) | Shaoang Liu                                                              | 60 p.    | Shaolin Sándor Liu                                                                  | 55 p.    | Semën Elistratov                                                      | 44 p.    |
| 500 m (dettagli)               | Shaoang Liu                                                              | 40.524   | Semën Elistratov                                                                    | 40.603   | Pietro Sighel                                                         | 40.673   |
| 1000 m (dettagli)              | Shaolin Sándor Liu                                                       | 1:25.901 | Shaoang Liu                                                                         | 1:26.000 | Pietro Sighel                                                         | 1:26.083 |
| 1500 m (dettagli)              | Charles Hamelin                                                          | 2:18.143 | Itzhak de Laat                                                                      | 2:18.202 | Semën Elistratov                                                      | 2:18.296 |
| 3000 m (dettagli)              | Sébastien Lepape                                                         | 4:47.602 | Itzhak de Laat                                                                      | 4:55.162 | Shaolin Sándor Liu                                                    | 4:58.602 |
| Staffetta 5000 m (dettagli)    | Paesi Bassi Daan Breeuwsma Itzhak de Laat Sjinkie Knegt Jens van 't Wout | 6:46.161 | Ungheria Csaba Burján John-Henry Krueger Shaoang Liu Shaolin Sándor Liu Alex Varnyú | 6:55.809 | Italia Yuri Confortola Tommaso Dotti Pietro Sighel Luca Spechenhauser | 6:56.554 |

## Medagliere
| Pos.   | Paese                 | Oro | Argento | Bronzo | Totale |
| ------ | --------------------- | --- | ------- | ------ | ------ |
| 1      | Paesi Bassi           | 6   | 1       | 2      | 9      |
| 2      | Ungheria              | 3   | 3       | 0      | 6      |
| 3      | Canada                | 1   | 2       | 1      | 4      |
| 4      | Italia                | 0   | 1       | 5      | 6      |
| 5      | Russian Skating Union | 0   | 1       | 2      | 3      |
| 6      | Belgio                | 0   | 1       | 0      | 1      |
| 6      | Francia               | 0   | 1       | 0      | 1      |
| Totale | Totale                | 10  | 10      | 10     | 30     |